# ییرژی هلکال
ییرژی هلکال (چکی: Jiří Helekal؛ زادهٔ ۱۳ فوریهٔ ۱۹۴۷) خواننده و مجری با استعداد اهل کشور جمهوری چک که شهرت خود را در طول چهل سال زندگی حرفه ای خود در سرزمین مادری خود حفظ کرده‌است. او قادر به نواختن آلات موسیقی بسیاری است و همچنین به عنوان یک بازیگر حرفه ای در بسیاری از موزیکال‌های موفق ظاهر می‌شود.